# Karijotas
Karijotas ou Koriat, mort entre 1358 et 1363, est un prince lituanien de la famille Gédiminides, duc de Navahroudak et de Vawkavysk.

## Biographie
Il est un des fils de Gediminas.
En 1349, Olgierd (Algirdas) l'envoie avec deux de ses fils, Aikštas (ou Eikšis d'Eišiškės) et Simeon de Svislach, rencontrer Djanibeg, khan de la Horde d'Or, pour négocier une alliance contre les Chevaliers Teutoniques et le grand-duché de Moscou, mais Djanibeg s'empare de Karijotas et le livre à Siméon de Moscou en échange d'une rançon.

## Descendance
Karijotas a de nombreux enfants parmi lesquels :
- Jerzy Koriatowicz (mort en 1374/1375),
- Aleksander Koriatowicz (mort vers 1386/1388),
- Konstanty Czartoryski (né vers 1335 mort vers 1388/1392) (peut-être le fils d'Olgierd)
- Fiodor Koriatowicz (né en 1339/1340, mort vers 1409/1416),
- Anastazja, épouse de Roman Ier de Moldavie.

## Sources
- (en) Cet article est partiellement ou en totalité issu de l’article de Wikipédia en anglais intitulé « Karijotas » (voir la liste des auteurs).

- (pl) Cet article est partiellement ou en totalité issu de l’article de Wikipédia en polonais intitulé « Koriat Michał Giedyminowicz » (voir la liste des auteurs).